# Ernst Wollweber
Ernst Wollweber (18. oktober 1898 i Hannoversch Münden − 3. maj 1967 i Østberlin) var en østtysk kommunistisk politiker, der blev chef for landets efterretningstjeneste Stasi, da Wilhelm Zaisser blev afsat efter folkeopstanden 17. juni 1953. Han besad posten til 1957.
Ernst Wollweber, der var født Fritz Karl Wollweber, blev i 1919 aktiv i det tyske kommunistparti, KPD, og medlem af partiets centralkomité allerede to år senere. I 1923 blev han leder af KPD's militante fløj i Hesse-Waldeck, Thüringen og Schlesien. Hans aktiviteter medførte, at han blev fængslet i 1924. Han blev løsladt i 1926, og blev i 1928 valgt til det preussiske parlament, hvor han sad frem til 1932. Da medlemmerne af KPD begyndte at blive forfulgt af nazisterne efter Rigsdagsbranden i februar 1933, blev Vollweber tvunget til at flygte, først til København, senere til Leningrad.
Fra 1936 til 1941 var han den ledende organisator bag Wollweber-organisation, der var en antifascistisk modstandsbevægelse grundlagt af NKVD. Organisationen var repræsenteret i Tyskland, Holland, Belgien og Skandinavien og udførte bl.a. sabotage mod fartøjer fra lande, der understøttede den spanske fascistiske diktator Franco. Wollweber-gruppen menes at have sprængt 16 tyske, 3 italienske og 2 japanske fartøjer. Under 2. verdenskrig opererede organisationen fra et hovedkvarter i Oslo. Gestapo betragtede i de år Wollweber som den mest eftersøgte mand i Europa. Han blev pågrebet af svensk politi i 1940 og sad i svensk fængsel under større dele af krigen, hvilket formentlig reddede hans liv. Tyskland krævede ham udleveret flere gange, men da han blev udleveret i 1944 var det til Sovjetunionen.